# Johannes Knaust
Johannes Knaust (* 21. Juli 1879 in Sagorsch; † 11. Januar 1961 in Kühlungsborn) war ein deutscher Lehrer und Politiker (SPD).

## Leben
Knaust besuchte die Volksschule und dann von 1895 bis 1900 die Präparandenanstalten und Lehrerseminare in Marienburg und Preußisch Stargard. Nach dem Abschluss des Lehrerseminars arbeitet er, wie bereits vorher sein Vater, als Lehrer. Von April 1900 bis 1936 war er Volksschullehrer. 1900–1903 arbeitete er in der Volksschule Pangritz Colonie (bei Elbing), 1903–1906 in der Volksschule Stobbendorf (Danziger Niederung), 1906–1933 in der Volksschule Zoppot und 1933–1936 in Danzig-Langfuhr. 1936 wurde er vorzeitig pensioniert.
Zwischenzeitlich war er 1917–1918 Kriegsteilnehmer im Sanitätsdienst gewesen. Seit 1903 war er verheiratet.
In der Freien Stadt Danzig engagierte er sich in der SPD. Er war 1924–1936 Vorsitzender der SPD und 1928–1938 Stadtrat in Zoppot. 1927–1930 und erneut 1935–1938 gehörte er dem Volkstag an. Von September 1939 bis Oktober 1939 wurde er in Danzig in politischer Haft festgehalten. Von Juli 1944 bis August 1944 war er erneut in Haft, diesmal im KZ Stutthof.
Im Rahmen der Vertreibung der deutschen Bevölkerung kam er im August 1945 nach Neubukow (Mecklenburg).